# Kusŏng-si
Kusŏng-si (koreanska: 구성시) är en kommun i Nordkorea.   Den ligger i provinsen Norra P'yŏngan, i den västra delen av landet, 110 km norr om huvudstaden Pyongyang. Arean är 667 kvadratkilometer.
Terrängen i Kusŏng-si är lite kuperad.